# Copper Box

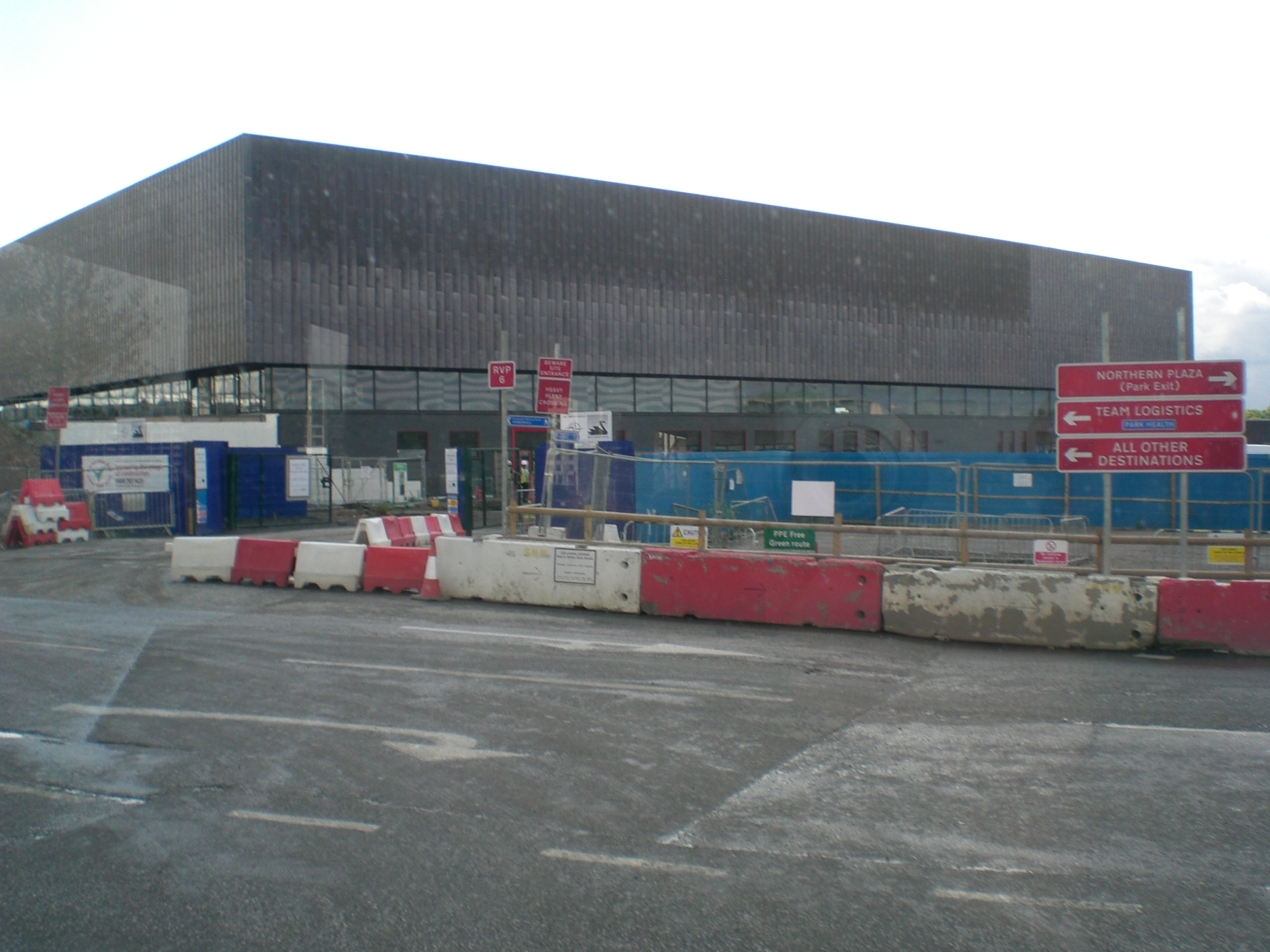
Copper Box în iunie 2011

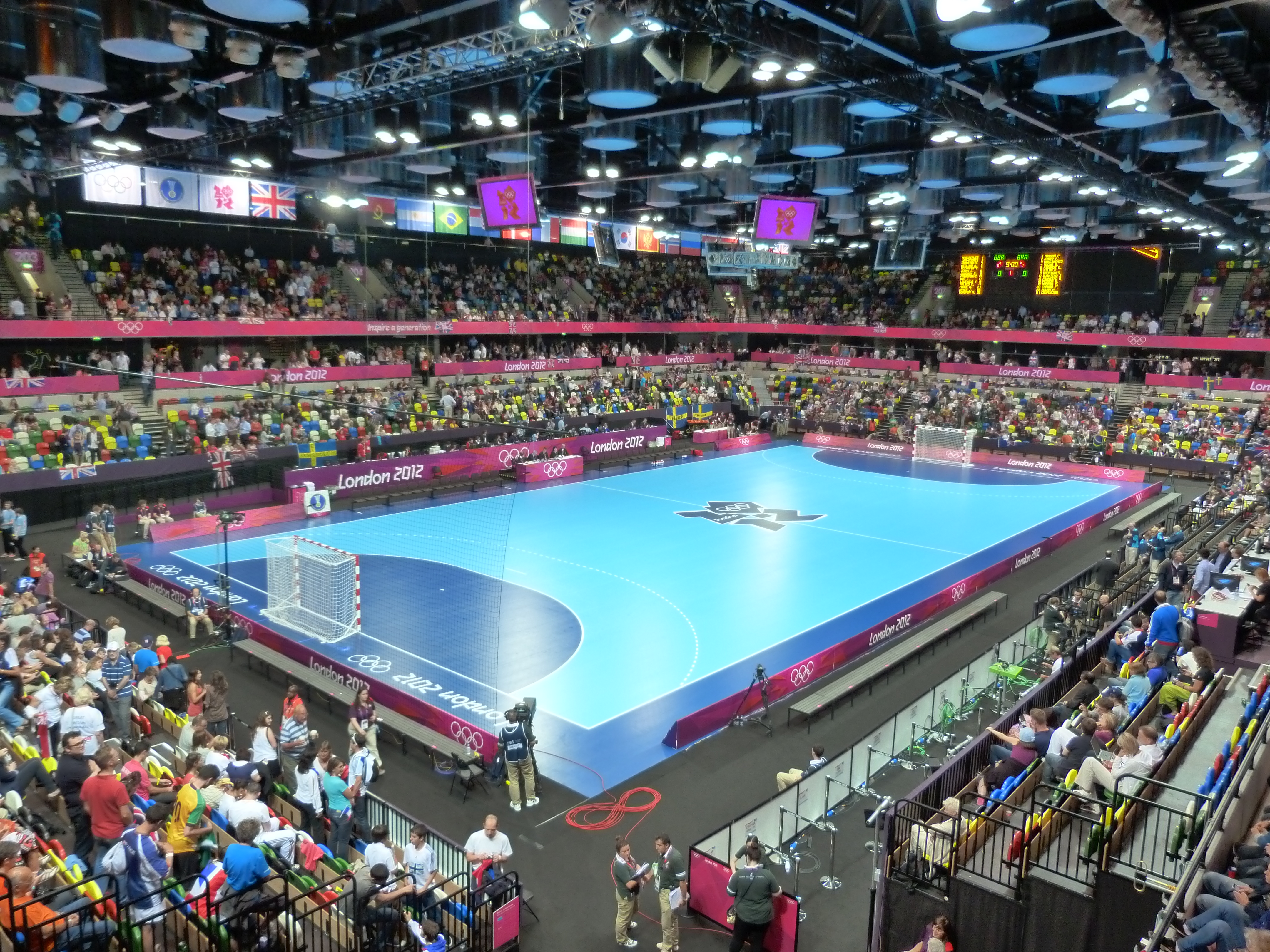
Copper Box

Copper Box este locul de desfășurare a câtorva probe sportive în cadrul Jocurilor Olimpice și Paralimpice de vară din 2012 din Stratford, Newham în Londra Mare. Locația a fost cunoscută drept Handball Arena până când a fost redenumită în Copper Box, după ce s-a hotărât că aici să se țină probele de handbal, dar și de pentatlon modern și goalball (sport paralimpic).
La început, pentru Parcul Olimpic s-au făcut planuri pentru patru arene noi, dar în anul 2006 numărul acestora s-a redus la trei, astfel că probele de volei au fost mutate la Earls Court Exhibition Center. Și arena de scrimă a fost anulată, iar probele de scrimă au fost mutate la Centrul ExCeL.
Copper Box va avea o capacitate între 6000 și 7000 de spectatori. Arena va fi folosită pentru preliminariile și sferturile de finală ale competiției de handbal, în timp ce semi-finalele și finala vor fi ținute într-o arenă mai mare, Arena Basketball. Va mai fi folosită și la probele de scrimă și tir din cadrul competiției de pentatlon modern. În cadrul Jocurile Paralimpice, va fi folosită în cadrul competiției de goalball.